# Vredenburg (Ghana)
Fort Vredenburg is een gedeeltelijk bewaard gebleven 17e-eeuws fort langs de Goudkust in Ghana.

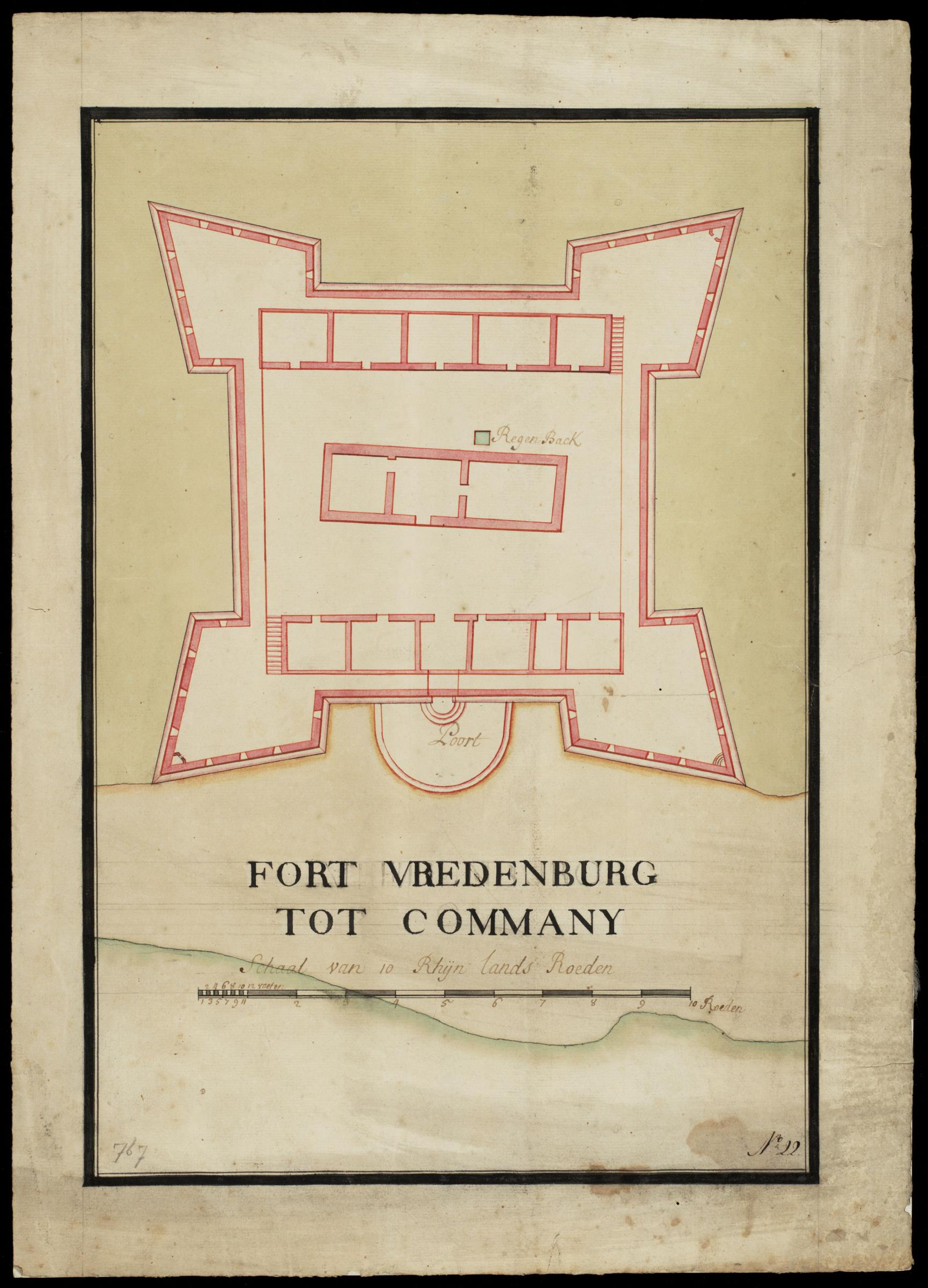
Plattegrond van Fort Vredenburg te Kommenda

Het fort is tussen 1688 en 1689 door Nederlanders ongeveer 15 kilometer ten westen van Elmina gebouwd in het kader van de West-Indische Compagnie (WIC). Vredenburg stond op een van de oevers van de Komenda (Hua) en op de andere oever lag het Engelse fort Komenda. Het Nederlandse fort maakte deel uit van een serie soortgelijke verdedigingswerken aan de Ghanese kust die onder meer fungeerde als een spil in de goud- en slavenhandel.
Vredenburg was gebouwd in steen en voorzien van bastions. WIC-officier Willem Bosman beschreef het rond 1700 als een redelijk groot fort dat gebouwd was door de heer Sweerts waarbij het plaats kon bieden aan 32 kanonnen en 60 man kon huisvesten. Volgens Bosman was verder onder andere het fort in 1695 tijdens zijn gezag aangevallen door zwarten en vielen er meerdere doden tijdens het conflict.
Fort Vredenburg speelde een belangrijke rol in wat wel de Komenda Wars wordt genoemd, een langdurig conflict tussen de WIC en verscheidene Afrikaanse partijen tezamen met de Britten. Het conflict maakte deel uit van de Engels-Nederlandse oorlogen. Rond 1871 is Vredenburg met overig Nederlands bezit aan de Goudkust overgedragen aan de Britten in ruil voor de Britse kolonie te Sumatra. De Britten zaten in het huidige Ghana in oorlogen met de Ashanti en koloniseerden na de ruil het gehele land. Op Sumatra ontstond met de Nederlanders na de ruil de Atjeh-oorlog.
Vandaag de dag rest van het fort Vredenburg nog een ruïne. Op en rond deze locatie bevindt zich het dorp Komenda waarin op het dorpsplein het Company's Monument Dutch Komenda is opgericht dat gerelateerd is aan het fort. Vredenburg staat samen met diverse andere soortgelijke verdedigingswerken in Ghana op de Werelderfgoedlijst.